# Faust des Nordwestens
Faust des Nordwestens – drugi solowy album rapera Azad. Na płycie pojawili się goście w większości dobrzy znajomi rapera między innymi Kool Savas.

## Lista utworów
1. Intro
2. A
3. #1 feat. Kool Savas
4. Bang feat. J-Luv
5. Prelude Drama
6. Drama feat. Linda Carriere
7. Ehre & Stärke feat. Sako
8. MC U Reen
9. Faust des Nordwestens
10. Prelude ?
11. Schmerz/Überleben
12. Mein Licht
13. Ruhe vor dem Sturm feat. Warheit
14. Fickt Euch